# Antonio Di Natale
Antonio Di Natale (ur. 13 października 1977 w Neapolu) – włoski trener i piłkarz, który występował na pozycji napastnika.
W latach 2002–2012 reprezentant Włoch. Uczestnik Mistrzostw Europy 2008 i Mistrzostw Europy 2012, a także Mistrzostw Świata 2010.

## Kariera klubowa
Antonio Di Natale zawodową karierę rozpoczynał w 1996 roku w Empoli FC. Rozegrał dla niego jednak tylko 1 spotkanie, po czym był wypożyczany do innych zespołów. Sezon 1997/1998 spędził w Iperzoli Ponteroncariale, natomiast w kolejnych rozgrywkach reprezentował barwy 2 klubów – Varese oraz Esperia Viareggio. Dobra skuteczność w ostatniej z tych drużyn sprawiła, że Di Natale latem 1999 roku powrócił do Empoli. Sezon 1999/2000 zakończył z 6 trafieniami na koncie, jednak później prezentował już wyższą skuteczność. Podczas rozgrywek 2001/2002 włoski napastnik w ataku Empoli grał razem z Tommaso Rocchim oraz Massimo Maccarone. Ta trójka zawodników zdobyła łącznie 38 goli, co w dużym stopniu pomogło ekipie "Azzurich" awansować do Serie A. W pierwszej lidze Di Natale także prezentował dobrą skuteczność – strzelił 12 bramek i został najlepszym strzelcem Empoli.
Po spadku klubu do Serie B, w letnim okienku transferowym w 2004 roku Włoch podpisał kontrakt z Udinese Calcio. W ataku "Bianconerich" początkowo grał z Davidem Di Michele oraz Vincenzo Iaquintą, później do klubu zostali kupieni tacy zawodnicy jak Asamoah Gyan, Simone Pepe oraz Fabio Quagliarella. Udinese w sezonie 2004/2005 zajęło 4. lokatę w tabeli Serie A i zapewniło sobie awans do Ligi Mistrzów. W Champions League "Bianconeri" zajęli 3. miejsce w rundzie grupowej, przez co rozpoczęli rywalizację w Pucharze UEFA. W rozgrywkach Ligi Mistrzów Di Natale strzelił 3 bramki – wszystkie w dwumeczu z Werderem Brema, natomiast w Pucharze UEFA wpisał się na listę strzelców tylko w pojedynku przeciwko RC Lens.
Z sezonu na sezon włoski gracz strzelał coraz więcej goli w Serie A, a z czasem stał się kapitanem Udinese. Rozgrywki 2007/2008 zakończył z 17 trafieniami na koncie, co dało mu czwarte miejsce w klasyfikacji najlepszych strzelców ligi. W kolejnym sezonie z powodu kontuzji wystąpił tylko w 22 spotkaniach, w których strzelił 12 bramek. 7 lutego 2010 roku Di Natale strzelił hat-tricka w zwycięskim 3:1 meczu z SSC Napoli. W sezonie 2009/2010 w 35 występach zdobył łącznie 29 goli i został królem strzelców Serie A. Wyczyn ten powtórzył także w sezonie 2010/2011 zdobywając 28 goli w 36 meczach Serie A. 17 maja 2014 z dorobkiem 191 goli został 7. najskuteczniejszym strzelcem wszech czasów w Serie A, a 3 maja 2015 z 206 golami wyprzedził 6. Roberto Baggio. 25 sierpnia 2014 zdobył pięć bramek w wygranym 5:1 meczu Pucharu Włoch z Ternaną. 23 listopada w meczu z Chievo Werona (1:1) zdobył swoją 200. bramkę w Serie A.

## Kariera reprezentacyjna
W reprezentacji Włoch Di Natale zadebiutował 20 listopada 2002 roku w zremisowanym 1:1 spotkaniu z Turcją, kiedy to szkoleniowcem "Squadra Azzura" był Giovanni Trapattoni. Następnie Włoch razem z drużyną narodową brał udział w eliminacjach do Mistrzostw Europy 2008. Strzelił w nich dwa gole – oba w zwycięskim 2:1 meczu z Ukrainą.
W maju 2008 roku Di Natale znalazł się w 23–osobowej kadrze powołanej na mistrzostwa przez Roberto Donadoniego. Na Euro Włosi zostali wyeliminowani w ćwierćfinale przez Hiszpanów, którzy wygrali 4:2 w rzutach karnych. Wychowanek Empoli podobnie jak Daniele De Rossi nie wykorzystał swojej jedenastki, a jego strzał obronił Iker Casillas. 6 września Di Natale zdobył oba gole dla Włochów w pierwszym meczu eliminacji do Mistrzostw Świata 2010 przeciwko Cyprowi i zapewnił swojej reprezentacji zwycięstwo. Na mundialu w 2010 roku wystąpił w trzech meczach grupowych przez łącznie 154 minuty, strzelając jedną bramkę w przegranym 3-2 meczu ze Słowacją 24 czerwca 2010, Włochy zakończyły turniej bez zwycięstwa na dnie grupy F.
Di Natale po dwóch latach przerwy w kadrze został powołany na Mistrzostwa Europy w 2012 r., w których Włochy zajęły drugie miejsce. W pierwszym meczu grupowym zmienił w 57. minucie Maria Balotellego, by w 60. minucie strzelić swoją jedyną bramkę turnieju, w zremisowanym 1-1 starciu z reprezentacją Hiszpanii, była to jedyna bramka stracona przez Hiszpan w całych rozgrywkach. Do końca Euro wystąpił w pięciu z sześciu meczów kadry (bez ćwierćfinału z Anglią), tylko w meczu z Irlandią wychodząc w podstawowym składzie. W swoim ostatnim występie reprezentacyjnym – przegranym finale z Hiszpanią w Kijowie, pojawił się w drugiej połowie w miejsce Antonio Cassano.

## Statystyki

### Klubowe
| Klub               | Sezon              | Liga               | Liga  | Liga   | Puchar Włoch | Puchar Włoch | Europa | Europa | Suma  | Suma   |
| Klub               | Sezon              | Liga               | Mecze | Bramki | Mecze        | Bramki       | Mecze  | Bramki | Mecze | Bramki |
| ------------------ | ------------------ | ------------------ | ----- | ------ | ------------ | ------------ | ------ | ------ | ----- | ------ |
| Empoli FC          | 1996/1997          | Serie B            | 1     | 0      | 0            | 0            | –      | –      | 1     | 0      |
| Empoli FC          | 1999/2000          | Serie B            | 25    | 6      | 5            | 1            | –      | –      | 30    | 7      |
| Empoli FC          | 2000/2001          | Serie B            | 35    | 9      | 3            | 1            | –      | –      | 38    | 10     |
| Empoli FC          | 2001/2002          | Serie B            | 38    | 16     | 4            | 2            | –      | –      | 42    | 18     |
| Empoli FC          | 2002/2003          | Serie A            | 28    | 13     | 5            | 1            | –      | –      | 33    | 14     |
| Empoli FC          | 2003/2004          | Serie A            | 32    | 5      | 2            | 1            | –      | –      | 34    | 6      |
| Empoli FC          | Ogólnie            | Ogólnie            | 158   | 49     | 19           | 6            | 0      | 0      | 177   | 55     |
| Iperzola           | 1997/1998          | Serie C2           | 33    | 6      | 0            | 0            | –      | –      | 33    | 6      |
| Iperzola           | Ogólnie            | Ogólnie            | 33    | 6      | 0            | 0            | 0      | 0      | 33    | 6      |
| AS Varese          | 1998/1999          | Serie C1           | 4     | 0      | 0            | 0            | –      | –      | 4     | 0      |
| AS Varese          | Ogólnie            | Ogólnie            | 4     | 0      | 0            | 0            | 0      | 0      | 4     | 0      |
| Viareggio Calcio   | 1998/1999          | Serie C2           | 25    | 12     | 0            | 0            | –      | –      | 25    | 12     |
| Viareggio Calcio   | Ogólnie            | Ogólnie            | 25    | 12     | 0            | 0            | 0      | 0      | 25    | 12     |
| Udinese Calcio     | 2004/2005          | Serie A            | 33    | 7      | 5            | 4            | 2      | 0      | 40    | 11     |
| Udinese Calcio     | 2005/2006          | Serie A            | 35    | 8      | 3            | 3            | 10     | 4      | 48    | 15     |
| Udinese Calcio     | 2006/2007          | Serie A            | 31    | 11     | 2            | 2            | –      | –      | 33    | 13     |
| Udinese Calcio     | 2007/2008          | Serie A            | 36    | 17     | 1            | 1            | –      | –      | 37    | 18     |
| Udinese Calcio     | 2008/2009          | Serie A            | 22    | 12     | 1            | 1            | 7      | 3      | 30    | 16     |
| Udinese Calcio     | 2009/2010          | Serie A            | 35    | 29     | 3            | 0            | –      | –      | 38    | 29     |
| Udinese Calcio     | 2010/2011          | Serie A            | 36    | 28     | 1            | 0            | –      | –      | 37    | 28     |
| Udinese Calcio     | 2011/2012          | Serie A            | 36    | 23     | 1            | 1            | 6      | 5      | 43    | 29     |
| Udinese Calcio     | 2012/2013          | Serie A            | 33    | 23     | 1            | 0            | 8      | 3      | 42    | 26     |
| Udinese Calcio     | 2013/2014          | Serie A            | 32    | 17     | 2            | 1            | 4      | 2      | 38    | 20     |
| Udinese Calcio     | 2014/2015          | Serie A            | 31    | 13     | 1            | 5            | –      | –      | 32    | 18     |
| Udinese Calcio     | 2015/2016          | Serie A            | 23    | 2      | 2            | 2            | –      | –      | 25    | 4      |
| Udinese Calcio     | Ogólnie            | Ogólnie            | 385   | 191    | 24           | 20           | 37     | 17     | 446   | 228    |
| Ogólnie w karierze | Ogólnie w karierze | Ogólnie w karierze | 606   | 258    | 43           | 26           | 37     | 17     | 655   | 301    |

### Reprezentacyjne
| Reprezentacja | Rok     | Mecze | Bramki |
| ------------- | ------- | ----- | ------ |
| Włochy        |         |       |        |
| 2002          | 1       | 0     |        |
| 2003          | 2       | 0     |        |
| 2004          | 1       | 1     |        |
| 2005          | 0       | 0     |        |
| 2006          | 4       | 1     |        |
| 2007          | 7       | 3     |        |
| 2008          | 10      | 4     |        |
| 2009          | 5       | 0     |        |
| 2010          | 6       | 1     |        |
| 2011          | 0       | 0     |        |
| 2012          | 6       | 1     |        |
| Ogólnie       | Ogólnie | 42    | 11     |

## Sukcesy

### Reprezentacyjne
- Wicemistrzostwo Europy: 2012

### Indywidualne
- Król strzelców Serie A: 2009/2010 (29 goli), 2010/2011 (28 goli)
- Król strzelców Pucharu Włoch: 2014/2015 (4 gole)[b]

### Wyróżnienia
- Najlepszy Włoski Piłkarz Serie A: 2010[3]
- Pallone d'Argento: 2010/2011[4]
- Drużyna sezonu Serie A: 2010/2011[5], 2011/2012[6], 2012/2013[7]